# Ryszard Olesiński (muzyk)
Ryszard Zbigniew Olesiński, ps. „Placho” (ur. 11 lipca 1954 w Krakowie, zm. 19 lipca 2025) – polski gitarzysta jazz-rockowy, funkowy i rockowy. Kompozytor i współkompozytor utworów grupy Maanam: España Forever, To tylko tango, Przerwa na papierosa, Miłość jest jak opium, Polskie ulice, An-24 Antonow, Dobranoc Albert, Kminek dla dziewczynek (cz. I i II), Placho Chicago Blues.

## Życiorys
Pod koniec nauki w szkole podstawowej, był wraz z bratem Krzysztofem Olesińskim, wówczas gitarzystą – członkiem amatorskiego zespołu muzycznego. Uczył się wtedy gry na gitarze basowej, lecz w czasach licealnych obydwaj zamienili się instrumentami i ostatecznie on został gitarzystą, a Krzysztof basistą.
Wywodzi się z krakowskiej formacji jazz-rockowo-funkowej Piknik, którą założył w 1978 razem z bratem Krzysztofem i która zdobyła Nagrodę Publiczności na krakowskim festiwalu Jazz Juniors '78, zaś na festiwalu Jazz nad Odrą otrzymał wyróżnienie. 16 maja 2025 ukazała się nakładem Polskiego Radia Lublin, płyta winylowa pt. Piknik z sześcioma kompozycjami braci Olesińskich, zarejestrowanymi przez zespół Piknik w tejże rozgłośni w 1980.
W latach 1979–1986 oraz 1991–2003 gitarzysta występował w zespole Maanam (początkowo w latach 1979–1980, Korze i Markowi Jackowskiemu towarzyszyli muzycy grupy Piknik, bez sekcji dętej – ponieważ ten drugi miał jeszcze mało autorskich kompozycji, stąd muzycy wykonywali również utwory z repertuaru Pikniku). Brał udział w nagraniu większości albumów studyjnych i wszystkich ścieżek koncertowych zespołu. 
W latach 1983–1984 występował również z Tadeuszem Nalepą. W 1983 jego zespół towarzyszący tworzyli, poza nim jeszcze inni członkowie grupy Maanam, tj. Bogdan Kowalewski (gitara basowa) i Paweł Markowski (perkusja). W 1984 wykrystalizował się, koncertujący bardziej regularnie skład Nalepy, który oprócz niego i Kowalewskiego, współtworzyli: Andrzej Nowak (gitara) i Marek Surzyn (perkusja), a który zaprezentował się w sierpniu na Olsztyńskich Nocy Bluesowych '84.
W 2003 wraz z resztą muzyków (tj. z basistą Krzysztofem Olesińskim i perkusistą Pawłem Markowskim) – rozstał się z duetem Kora i Marek Jackowski.
Z końcem roku 2003 bracia Olesińscy założyli własną Grupę Ex z następującymi muzykami: wokalistą Andrzejem Kozłowskim, gitarzystą Pawłem Hebd, pianistą Dominikiem Wanią, perkusistą Wojciechem Fedkowiczem – z którymi przygotowywali materiał na album. W czerwcu 2005 roku zespół nagrał w Studio SPOT w Krakowie płytę z tekstami Zbigniewa Książka, zatytułowaną Korzenie.
Gitarzysta uczestniczył w projektach Złoty Maanam, Karolina i Amanci, a od 2019 prowadził zespół exMaanam.